# Pont d'Arc

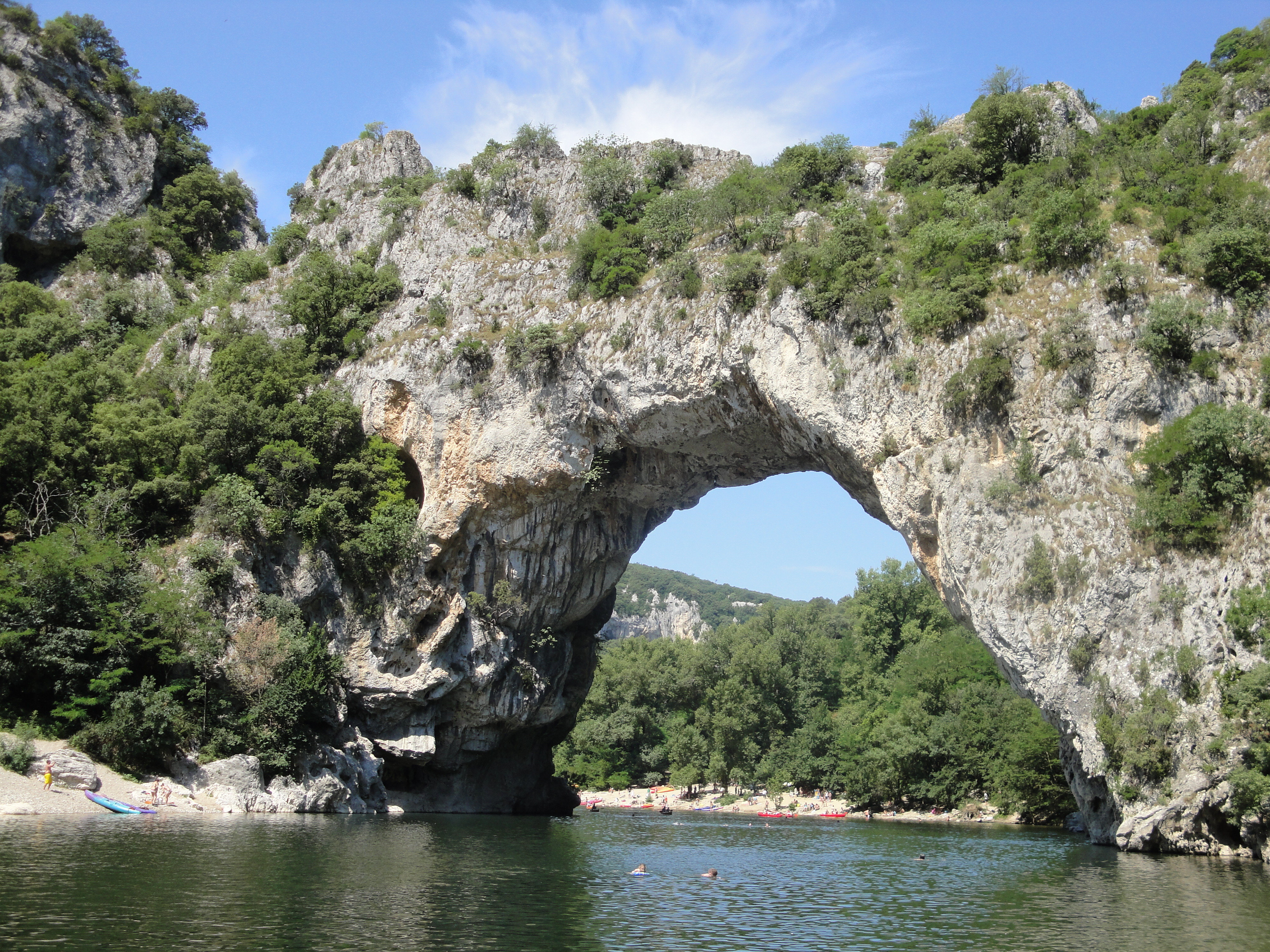
Pont d'Arc

De Pont d'Arc is een natuurlijke brug vlak bij en over de rivier de Ardèche gelegen. Hij staat vlak bij de ingang van de Gorges de l'Ardèche, 2 kilometer van de plaats Vallon-Pont-d'Arc in de oude provincie Vivarais in het zuiden van de Ardèche in Frankrijk.
De rotsen vormen een 59 meter lange en 34 meter hoge brug over de rivier de Ardèche. De natuur heeft een natuurlijke boog gevormd over de rivier. Het water, dat hier 's winters heel hoog staat, heeft de boog uitgesleten.
Er is een klein pad naar de voet van de boog waar een uitzichtpunt is.

## Toerisme
's Zomers is het bij de Pont d'Arc erg druk. Vele toeristen genieten van een dagje uit bij de Pont d'Arc. Veel kanoërs kanoën een tocht die een paar kilometer voor de Pont d'Arc begint en 6, 15 of 20 kilometer lang kan zijn. Bovendien is het mogelijk om van ongeveer 5 meter en van ongeveer 25 meter hoogte van een plateau in het water te springen. Ook wordt er in de zomer op de vele strandjes gezond.

## Bereikbaarheid
De Pont d'Arc is bereikbaar vanaf Aubenas via de D104, D579 en de D1 richting Vallon-Pont-d'Arc.